# Quand nous étions révolutionnaires
Quand nous étions révolutionnaires est un roman autobiographique de l'écrivain chilien Roberto Ampuero publié en 1999.

## Présentation
Le livre de Roberto Ampuero est publié en 1999 sous le titre Nuestros Años verde olivo, « Nos Années vert olive » qui évoque la couleur de l'uniforme des forces armées cubaines. Mario Vargas Llosa évoque, dans la préface de l'ouvrage, une « description honnête, véridique et lucide de cette illusion que nous avons partagée, comme tant de Latino-Américains, avec la révolution cubaine ». Roberto Ampuero décrit un double désenchantement : amoureux et idéologique, le second prenant le pas sur le premier.